# Orange Blossom Special
《Orange Blossom Special》은 1965년 미국의 음악가 조니 캐시가 컬럼비아 레코드에서 발매한 스물한 번째 음반이다. 녹음에는 〈The Long Black Veil〉, 〈When It's Springtime in Alaska〉, 〈Danny Boy〉, 〈Wildwood Flower〉 등 컨트리 및 포크 표준이 포함되어 있다.
이 음반의 타이틀곡은 〈Orange Blossom Special〉로 음반에 앞서 발매되었으며, 성공을 거두었다. 녹음 당시 이 곡의 원작자는 널리 알려지지 않았으며, 다양한 아티스트들이 커버하고 있었다. 캐시는 메이벨 카터로부터 이 노래가 어빈 T. 루스가 작곡한 곡이라는 것을 알게 되었고, 그는 나중에 캐시가 플로리다주 마이애미에서 열린 공연에서 만났다. 캐시의 녹음은 그의 레퍼토리에서 이례적으로 부츠 랜돌프의 테너 색소폰 솔로를 특징으로 한다.
이 음반에는 밥 딜런의 노래인 〈It Ain't Me Babe〉, 〈Don't Think Twice, It's All Right〉, 〈Mama, You've Be on My Mind〉의 세 가지 커버가 수록되어 있다. 마지막 곡은 딜런이 데모로만 녹음했지만 캐시의 음반으로 처음 발매됐다. 캐시는 이전에 〈Don't Think Twice〉의 멜로디를 〈Understand Your Man〉을 녹음하기 위해 빌린 적이 있다.
1965년 2월에 발매된 이 음반은 빌보드 200에서 49위뿐만 아니라 《빌보드》 컨트리 음반 차트에서 3위에 올랐다. 싱글 〈Orange Blossom Special〉은 《빌보드》 핫 컨트리 싱글 차트 3위에 올랐고, 준 카터와의 듀엣 〈It Ain't Me Babe〉는 핫 컨트리 싱글 차트 4위에 올랐다.

## 배경 및 녹음
콘셉트 음반 《Bitter Tears: Ballads of the American Indian》의 녹음에 이어 캐시는 1964년 8월 27일부터 12월 20일까지 《Orange Blossom Special》을 녹음했다. 이 녹음들은 레프티 프리즐의 〈The Long Black Veil〉, 틸먼 프랭크스의 〈When It's Springtime in Alaska〉, A. P. 카터의 〈Wildwood Flower〉, 제스터 헤어스턴의 〈Amen〉, 프레데릭 웨덜리의 〈Danny Boy〉 등 일련의 국가와 민속적 기준이 녹음됐다.
〈Orange Blossom Special〉의 커버곡이 캐시의 라이브 콘서트에 참석한 관객들로부터 받은 호평으로 인해 1965년 2월 이 음반에 앞서 싱글이 발매되어 빌보드 핫 100 차트 3위에 올랐다. 1960년대 중반에는 이 곡의 원작자 널리 알려지지 않았다. 캐시는 녹음 세션에서 메이벨 카터에게 원작자에 대해 물었고, 카터는 이 노래가 어빈 T. 루스와 그의 동생 고든이 작곡했다고 말했다. 카터는 또한 캐시에게 그 작곡가가 플로리다주에 살고 있다고 말했다. 캐시는 플로리다주의 디스크 자키 짐 브루커에게 전화를 걸어 에버글레이즈에서 세미놀족 부부와 함께 살고 있다고 말했다. 브루커는 라디오 쇼에서 루스가 캐시의 전화번호를 알려달라고 방송국에 전화하는 것을 듣고 있다고 말했다. 루스는 방송국에 전화를 걸어 캐시에게 연락을 취했고 캐시는 곧 예정된 콘서트를 위해 플로리다주 마이애미에 도착할 것이라고 말했다.
마이애미에서 공연 중간 휴식 시간 동안 한 남자가 캐시에게 어빈 T. 루스를 자처하며 다가왔다. 캐시는 그 이름을 들었지만 루스가 누군지 기억할 수 없었다. 그가 몇 곡을 썼다는 것을 명확히 한 후, 그는 그의 형과 공동 작곡한 〈The Special〉이 특히 성공적이었다고 언급했다. 캐시는 자신이 《Orange Blossom Special》을 말하는 것을 알아챘다. 캐시는 실제로 루스였던 이 남자가 맞춤식 스왐프 버기를 타고 그의 집에서 마이애미에 있는 여동생의 집으로 여행을 갔으며, 콘서트에 참석하기 위해 자전거를 빌렸다고 믿었다. 캐시는 그 남자를 콘서트에서 그와 함께 공연하도록 초대했고, 관객들의 환호를 받았다. 나중에 루스는 "스페셜은 지금쯤 모든 사람의 것이었지만, 그것은 나의 베스트 넘버였다"고 말했다. 《Orange Blossom Special》의 캐시의 뒷면 커버 음반 노트는 루스와의 만남을 설명하는 데 전념하고 있다.
표준을 보완하는 이 음반에는 밥 딜런의 커버도 수록되어 있다. 캐시는 딜런이 개스라이트 카페에서 공연하는 동안 무대 뒤에서 잠깐 만났지만 로드아일랜드주 뉴포트에서 열린 공연 후 그들은 광범위하게 이야기를 나눴다. 캐시와 딜런은 모텔에서 노래를 교환했고, 존 바에즈는 캐시를 위해 〈It Ain't Me Babe〉와 〈Mama, You've Be on My Mind〉의 가사를 썼다. 첫 번째 곡은 원래 밥 딜런의 《Another Side of Bob Dylan》에서 발표되었지만, 두 번째 곡은 딜런에 의해 데모로만 녹음되었다. 또한 〈Don't Think Twice, It's All Right〉가 포함되었다. 컬럼비아 레코드는 두 아티스트를 홍보하기 위해 라이너와 함께 싱글 〈It Ain't Me Babe〉를 발매했다.

## 발매 및 반응
| 전문가 평가      | 전문가 평가 |
| 평가 점수        | 평가 점수   |
| 출처             | 점수        |
| ---------------- | ----------- |
| Billboard        | Favorable   |
| AllMusic         | 4/별        |
| Western Folklore | Favorable   |

이 음반은 1965년 2월에 발매되었고, 《빌보드》 컨트리 음반에서 3위, 팝 음반에서 각각 49위에 올랐다. 싱글 〈Orange Blossom Special〉은 《빌보드》 핫 컨트리 싱글 차트 3위와 핫 100 차트 80위를 기록했다. 준 카터와의 듀엣곡 〈It Ain't Me Babe〉는 핫 컨트리 싱글에서 4위, 핫 100에서 58위에 올랐다.
〈Orange Blossom Special〉은 캐시가 직접 하모니카 파트를 연주하면서 캐시의 콘서트의 단골 부분이 되었다. 《At Folsom Prison》 라이브 음반에 수록된 공연에서 캐시는 이 노래가 "오리에게 키스하는 것보다 더 빨리 하모나를 바꿔야 한다"고 농담을 건넸다.

## 곡 목록
| #  | 제목                                  | 작사·작곡               | 재생 시간 |
| -- | ------------------------------------- | ----------------------- | --------- |
| 1. | 〈Orange Blossom Special〉            | 어빈 T. 루스, 고든 루스 | 3:06      |
| 2. | 〈The Long Black Veil〉               | 마리존 윌킨, 대니 딜    | 3:06      |
| 3. | 〈It Ain't Me Babe〉                  | 밥 딜런                 | 3:03      |
| 4. | 〈The Wall〉                          | 할런 하워드             | 2:09      |
| 5. | 〈Don't Think Twice, It's All Right〉 | 딜런                    | 2:56      |
| 6. | 〈You Wild Colorado〉                 | 조니 캐시               | 1:45      |

| #  | 제목                                 | 작사·작곡       | 재생 시간 |
| -- | ------------------------------------ | --------------- | --------- |
| 1. | 〈Mama, You Been on My Mind〉        | 딜런            | 3:02      |
| 2. | 〈When It's Springtime in Alaska〉   | 틸먼 프랭크스   | 2:36      |
| 3. | 〈All of God's Children Ain't Free〉 | 캐시            | 2:11      |
| 4. | 〈Danny Boy〉                        | 프레데릭 웨덜리 | 5:08      |
| 5. | 〈Wildwood Flower〉                  | A. P. 카터      | 2:10      |
| 6. | 〈Amen〉                             | 제스터 헤어스턴 | 2:05      |